# Marcha del Orgullo de Nepal
Marcha del Orgullo POMSOGIESC (Personas de Orientación Sexual, Identidad de Género y Características Sexuales Marginadas) de Nepal, conocido de forma abreviada como Marcha del Orgullo de Nepal, se organiza cada segundo sábado de junio en Katmandú. La Marcha del Orgullo está organizada por Queer Youth Group en colaboración con Queer Rights Collective. Desde 2020, Campaign for Change (organización de derechos intersexuales) también ha estado involucrada. Esta marcha del orgullo marcó el establecimiento del primer Desfile del Orgullo independiente en Nepal.

## Historia

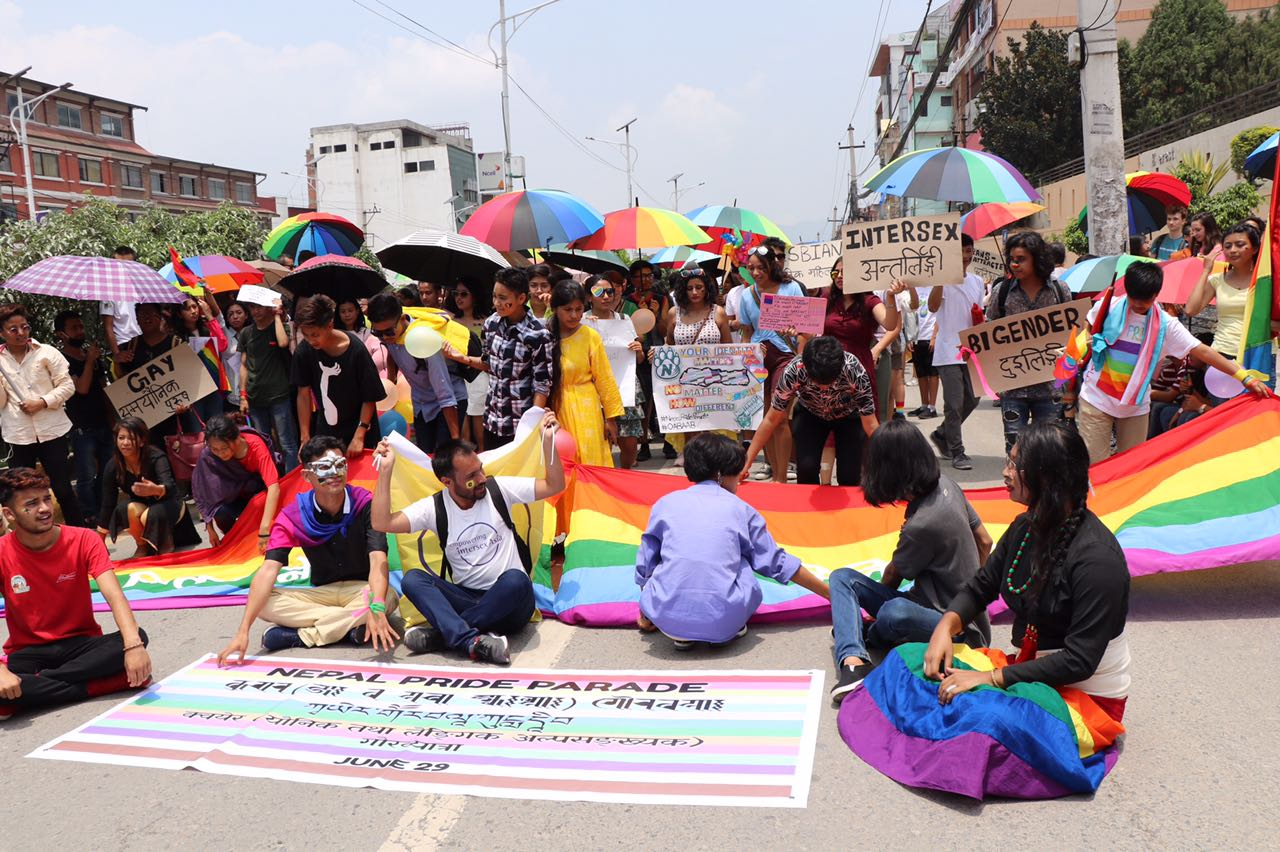
Manifestantes en la primera Marcha del Orgullo de Nepal (2019).

El primer desfile atrajo a unas cuatrocientas personas en las concurridas calles de Maitighar Mandala. La primera marcha del orgullo se organizó el 29 de junio de 2019, que declaró el segundo sábado de junio como el Día del Orgullo en Nepal. En 2019, la gente se reunió en Maitighar Mandala (Fibwa Khya) por la mañana y marchó hacia Baneshwor (Khunthoo); se presentaron unas 400 personas. Las personas portaban la bandera LGBT, la bandera del orgullo bisexual, la bandera del orgullo trans, la bandera del orgullo género fluido, la bandera del orgullo intersexo junto con eslóganes en cuatro idiomas diferentes. El tema de la marcha del orgullo fue "Inclusión de personas queer (minorías sexuales y de género) en todos los niveles del estado y del proceso de toma de decisiones".
Debido a la pandemia de COVID-19, el segundo desfile anual del Orgullo de Nepal se llevó a cabo en línea en 2020. El día comenzó con una «Tweetathon» e «Instathon» que llevaron a la realización de sesiones virtuales.
El tercer desfile anual del Orgullo de Nepal también se llevó a cabo virtualmente en 2021. El cuarto desfile anual del Orgullo de Nepal en 2022 se llevó a cabo con asistencia física después de dos años de impulso virtual. El desfile se reunió en Fibwakhya (Maitighar) y concluyó en Baneshwor. Hubo discursos en múltiples lenguas indígenas con interpretación en lenguaje de señas.